# Älibi Schangeldin
Älibi Toqschanuly Schangeldin (kasachisch Әліби Тоқжанұлы Жангелдин, russisch Алиби Тогжанович Джангильдин Alibi Togschanowitsch Dschangildin; * 1884 im Aul Koidaul im Gebiet Torghai; † 14. August 1953 in Alma-Ata) war ein kasachisch-russischer Revolutionär.

## Leben
Schangeldin war der Sohn eines armen zu Frondiensten verpflichteten Hirtennomaden (Scharua) aus dem Kiptschak-Volk in der Mittleren Horde. Der zehnjährige Schangeldin fiel einem durchreisenden Lehrer auf, so dass er ihn in seine Schule einlud. Bald darauf flüchtete der Junge aus dem Elternhaus und gelangte mit einer Karawane nach Torghai, wo er in die Schule aufgenommen wurde. Dort lernte er auch den Baatar Amangeldy Imanow kennen. Nach Hinweisen reicher Verwandter holte der Vater seinen Sohn aus der Schule zurück. Als Zwölfjähriger flüchtete Schangeldin wieder, nun nach Kustanai, wo er sogleich in die russisch-kasachische Schule aufgenommen wurde. Auch dort fand ihn sein Vater, und nur auf Bitten des Schuldirektors stimmte der Vater dem weiteren Schulbesuch zu. Nach erfolgreich bestandener Abschlussprüfung wurde Schangeldin nach Orenburg zum Geistlichen Konsistorium geschickt. Hier traf er mit einflussreichen Landsleuten aus der Steppe zusammen. Nachdem er auch hier die Prüfungen schnell absolviert hatte, wurde er 1902 nach Kasan zum Studium am Lehrerseminar geschickt. Während der Russischen Revolution 1905 beteiligte er sich an der revolutionären Studentenbewegung. Daraufhin schickte ihn die Verwaltung an die Geschichtsfakultät der Moskauer Geistlichen Akademie, um ihn auf den rechten Weg zurückzubringen. Nach dem zweiten Jahreskurs wurde er wegen revolutionärer Aktivitäten vom Studium ausgeschlossen.
Daraufhin verließ Schangeldin 1908 Russland mit einem Pass auf den Namen Nikolai Stepnow und begann eine Weltreise, wobei er sich seinen Lebensunterhalt mit dem Fotografieren interessanter Orte und Verkauf der Fotos verdiente. Er wanderte meist zu Fuß durch Polen, Österreich-Ungarn, Serbien, Bulgarien, Türkei, Palästina, Ägypten, Abessinien, Arabien, Persien, Indien, Siam, Annam und Südchina, während er schließlich 1912 in Japan nur kurz war, da er aufgrund der Amnestie anlässlich des 300. Jahrestages der Romanow-Dynastie nach Russland zurückkehren konnte.
Da Schangeldin nach seiner Rückkehr sich nicht im heimatlichen Gebiet Torghai aufhalten durfte, arbeitete er 1913 auf der Krim an Wetterstationen und betätigte sich bei den Krimtataren als Revolutionär. 1915 heiratete er die Karäerin Rail Weniaminowna Turschu (1870–1921) aus Simferopol, die in St. Petersburg die Höheren Bestuschew-Kurse für Frauen absolviert hatte. Während des Ersten Weltkriegs trat er 1915 in Petrograd in die Sozialdemokratische Arbeiterpartei Russlands (Bolschewiki) ein.
Als im Ersten Weltkrieg Nikolaus II. mit seinem sogenannten Requisitionsukas vom 25. Juni 1916 die nichtrussische Bevölkerung im Alter von 19 bis 43 Jahren zu frontnahen Arbeitseinsätzen aufrief, verbreitete sich das Gerücht, dass die gesamte männliche Bevölkerung zum Ausheben von Gräben zwischen der russischen und deutschen Front eingesetzt werden sollte, so dass es in der kasachischen Steppe zum Aufstand kam. Dschingildin begab sich im Auftrag der Partei inkognito in das Gebiet Torghai, um sich mit Amangeldy Imanow an die Spitze der aufständischen Basmatschi zu stellen. Imanow bildete eine disziplinierte Kavallerietruppe und wurde Oberkommandierender, wobei er sich auf einen Kriegsrat stützte. Beim Höhepunkt des Aufstands folgten der Fahne Imanows etwa 50.000 Kämpfer. Im Oktober 1916 belagerte Imanow den Ort Torghai (im jetzigen Gebiet Qostanai). Als sich das russische Entsatzkorps näherte, zogen die Aufständischen ihm entgegen und begannen den Guerillakampf. Die Kämpfe dauerten bis zum Februar 1917, als infolge der Februarrevolution 1917 das russische Korps abzog. Währenddessen wurde Schangeldin Anfang 1917 nach Buchara geschickt. Nach der Februarrevolution kehrte er nach Petrograd zurück, worauf er als Propagandist in das Gebiet Torghai geschickt wurde.
Nach der Oktoberrevolution traf Schangeldin in Moskau Lenin, der ihn zum kommissarischen Kommissar des Gebiets Torghai ernannte. Im Russischen Bürgerkrieg sammelte Schangeldin im Januar 1918 für Stalin im Gebiet Torghai probolschewistische Kräfte zum Kampf gegen die Alasch Orda. Schangeldins Einheiten schlugen antibolschewistische Aufstände in Astrachan und Fort Alexandrowsk am Kaspischen Meer nieder. Von der Halbinsel Busatschi marschierten sie mit Vorräten und Munition auf 300 Kamelen und 600 Pferden an die Aqtöbe-Turkestan-Front. Im November 1918 waren sie in Schalqar und brachten dann Nachschub an die Orenburg-Front. 1920 wurden die dortigen militärischen Operationen abgeschlossen.
Schangeldin beteiligte sich an der Vorbereitung und Arbeit des konstituierenden Kongresses der kasachischen Sowjets zur Gründung der Kasachischen Republik 1920. Der Kongress wählte ihm zum Mitglied des Präsidiums, zum Vizevorsitzenden des Zentralen Exekutivkomitees der Republik und zum Volkskommissar für soziale Sicherheit. Schangeldin vertrat die Parteiorganisation Kasachstans auf der ersten allrussischen Konferenz der kommunistischen Parteiorganisationen der Völker des Ostens im Januar 1921. 1937 wurde er Vorsitzender des Zentralen Exekutivkomitees Kasachstans.
Während des Deutsch-Sowjetischen Krieges kümmerte er sich insbesondere um die Unterbringung und Versorgung der Evakuierten in Kasachstan.
Schangeldin war viermal verheiratet.
Schangeldin-Straßen gibt es in Alma-Ata, Schymkent, Astana, Orenburg und weiteren Städten. Ein Schangeldin-Denkmal steht vor dem Hauptbahnhof von Alma-Ata. Im Regierungsgebäude der Volksrepublik China hängt ein großes Schangeldin-Porträt.

## Ehrungen
- Leninorden
- Rotbannerorden